# Giorgio De Maria
Giorgio De Maria (Torino, 1924 – 2009) è stato uno scrittore, commediografo e pianista italiano.
Artista eclettico, lavorò in diversi campi che spaziavano dalla musica, al teatro, alla letteratura di genere.

## Biografia
È stato critico teatrale per L'Unità dal 1958 al 1965. Nel 1958 fondò con Italo Calvino, Sergio Liberovici, Emilio Jona e Michele Straniero il gruppo musicale di avanguardia dei Cantacronache, un palese riferimento alla collaborazione fra il mondo della cultura e quello della canzone (negli stessi anni in Francia si univano personaggi e stili come Jean-Paul Sartre e Jacques Prévert nella generazione degli chansonniers). Il gruppo restò in attività quattro anni, dedicandosi al recupero della canzone politica e della Resistenza, producendo brani della tradizione anarchica, di quella socialista e persino di quella giacobina italiana.. Il suo amore per il sarcasmo fu una delle anime del gruppo.
Nel 1963 scrisse per il teatro Stabile di Torino Apocalisse su misura, una commedia in tre atti..
Negli anni Settanta ha lavorato per la televisione (suo il testo Prova d'appello per Sipario) e al quindicinale Nuova società.
Nel 2017, otto anni dopo la sua morte, fece scalpore la notizia di un'edizione americana del suo romanzo Le 20 giornate di Torino tradotta da Ramon Glazov e pubblicata dalla casa editrice Norton che, prima di allora, aveva pubblicato un solo autore italiano, Primo Levi. Il giornalista australiano era stato impressionato da quel libro il cui stile mescolava Edgar Allan Poe a Lovecraft e che sembrava predire, con quarant'anni di anticipo, la creazione di Facebook. Nel romanzo, infatti, si descriveva la Biblioteca, un luogo nel quale i cittadini potevano portare uno scritto in cui descrivevano sé stessi, e dove potevano andare a leggere le biografie e i desideri lasciati da altri.

## Opere

### Romanzi
- I trasgressionisti, Milano, Mondadori, 1968 ; Milano, Frassinelli, 2019
- I dorsi dei bufali, Milano, Mondadori, 1973
- La morte segreta di Josif Giugasvili, Milano, Il Formichiere, 1976
- Le venti giornate di Torino: inchiesta di fine secolo, Milano, Il Formichiere, 1977 ; Milano, Frassinelli, 2017 ; Vicenza, Neri Pozza, 2024

### Teatro
- Apocalisse su misura, Bologna, Tamari, 1964

### Saggi
- Le canzoni della cattiva coscienza, con Michele L. Straniero, Emilio Jona e Sergio Liberovici, Milano, Bompiani, 1964